# Марко Георгиев
Марко Георгиев е български политик.

## Биография
Роден е през 1848 г. в град Ески Джумая (днес Търговище), Османска империя. По професия е адвокат и търговец. С брат си Тодор търгуват с колониални стоки, които продават чрез посредничеството на търговска фирма „Братя Аврамови“ в Ески Джумая. 
След Освобождението е кмет на родния си град от декември 1878 до януари 1879 г. Избран за депутат в Учредителното събрание в Търново през 1879 г. През 1881 г. е член на Окръжния съвет на Ески Джумая. Отново кмет на града през 1882 г. по време на режима на пълномощията. В периода 24 януари 1889 – 16 март 1899 г. за трети път е кмет на Търговище. Консерватор по убеждение, подкрепя Стефан Стамболов и Константин Стоилов. Народен представител в учредителното събрание „по звание“ като председател на градския съвет. Бил е народен представител още и в 1, 5, 6 и 9 ОНС, както и в 4 и 5 ВНС. Умира след 1904 г. в родния си град.